# Domaine de La Poncetière
Le domaine de La Poncetière est une ancienne habitation sucrière de l'île de La Réunion, département d'outre-mer français dans le sud-ouest de l'océan Indien. Située au 44, chemin du Grand Pourpier, à Saint-Paul, elle est inscrite en totalité à l'inventaire supplémentaire des Monuments historiques depuis le 9 janvier 2008,.

## Histoire
En 1828, une habitation sucrière est établie sur le domaine de La Plaine, dans le cadre de la conversion des terres de cette région de Saint-Paul en champs de cannes à sucre. Cette mutation agricole majeure du début du 19e siècle a été rendue possible grâce à la création d'un canal d'irrigation, baptisé plus tard canal Lemarchand. Cette propriété a été vendue en 2005 à l'hôpital Gabriel Martin de Saint-Paul pour y édifier le nouvel hôpital de l'ouest.